# Centro Operário e de Proteção Mútua (Cachoeiro de Itapemirim)
Centro Operário e de Proteção Mútua (COPM) é um sindicato fundado em 13 de janeiro de 1907, localizado na cidade de Cachoeiro de Itapemirim, no interior do estado do Espírito Santo.

## História
Fundado em 13 de janeiro de 1907, na região central do município de Cachoeiro de Itapemirim, no interior do estado do Espírito Santo, o Centro Operário e de Proteção Mútua (COPM) é uma entidade de proteção aos trabalhadores da cidade idealizada por Athanagildo Francisco Araujo, com o intuito de ser uma sede trabalhista que visasse reivindicar direitos, garantias trabalhistas e realizar atividades para os operários e seus familiares que envolvessem cuidado com a saúde e a educação dos mesmos. Pesquisadores apontam que a ideia de fundação por Athanagildo decorreu de após ver um companheiro de trabalho - um ferroviário - sofrer maus tratos de um policial e posteriormente ao ato iniciou o ato de fundação da entidade trabalhista, apoiado por outros operários da região.
A ideia de centros de auxílio mútuo surgiram em várias localidades do Brasil, com intuito de ajudar os trabalhadores em momentos difíceis, criando fundos a partir de contribuições dos associados e precede a ideia de sindicatos, que posteriormente na década de 1930, principalmente por influência de Getúlio Vargas, iriam vir a disseminar-se pelo país.
A sede serviu de palco para diversas articulações trabalhistas ao longo dos seus mais cem anos de existência. Casa de intensas discussões políticas, um de seus principais membros foi o Coronel Francisco de Carvalho Braga, primeiro prefeito de Cachoeiro do Itapemirim e pai dos escritores Newton e Rubem Braga. O espaço ainda abriga o Centro Cultural Nelson Sylvan, espaço destinado a oficinais artísticas e formação na cidade, chegando a receber mais de duzentas pessoas por dia. Para além das atividades sindicais, entidades como os Alcoólicos Anônimos (AA) e outras entidades civis já realizaram encontros no Centro.
Desde de sua fundação, a sede vem sendo testemunha da história do Brasil, como períodos de repressão política, como a Ditadura Militar e momentos de esvaziamento e questionamento das entidades sindicais, como o momento da Reforma trabalhista aprovada no ano de 2017 no governo de Michel Temer (MDB) que acabou com o imposto sindical obrigatório.
Em 2019, o Centro Cultural recebeu uma série de melhorias incluindo uma pintura interna, substituição dos pisos e melhoras visando acessibilidade, adquirindo uma construção de rampa na entrada e adição de um banheiro para pessoas com deficiência.
No ano de 2020, a centenária sede, localizada próxima ao Rio Itapemirim, sofreu com uma enchente, em um forte período de chuvas registrado na cidade - segundo dados da Prefeitura de Cachoeiro, foi a maior enchente da história da cidade, em que o Rio Itapemirim subiu doze metros acima do nível normal. A água subiu mais de dois metros na sede, atingindo diversos documentos e boa parte da mobília do Centro Operário. Uma biblioteca com mais de dois mil itens, incluindo do começo do século XX, também foi perdida pela chuva.
Em maio de 2020, já em meio à Pandemia de COVID-19 no Brasil, foi lançado um documentário sobre o Centro que foi produzido no ano anterior - antes dos documentos serem perdidos na enchente. O orçamento para a realização do documentário foi disponibilizado pela Lei Rubem Braga junto à Secretaria de Estado da Cultura (SECULT), e realizada por Fábio Souza junto ao Cineclube Jece Valadão. O documentário foi lançado gratuitamente na Internet e ganhou uma versão física em DVD.

## Tombamento
No ano de 1996, o imóvel passou pelo processo de tombamento junto ao Conselho Municipal de Desenvolvimento Urbano de Cachoeiro de Itapemirim (COMDUR).